# ناحیه ناراین‌گنج
ناحیه ناراین‌گنج (بنگالی: নারায়ণগঞ্জ জেলা تلفظ: Naraeongônj Jela) یک ناحیه در بنگلادش است که در استان داکا واقع شده‌است.

## خصوصیات
ناحیه ناراین‌گنج ۷۵۹٫۶ کیلومتر مربع مساحت و ۲٬۹۴۸٬۲۱۷ نفر جمعیت دارد.